# Pseudoleskeopsis zippelii
Pseudoleskeopsis zippelii là một loài Rêu trong họ Leskeaceae. Loài này được (Dozy & Molk.) Broth. miêu tả khoa học đầu tiên năm 1907.